# وادي عائشة
وادي عائشة (نسبة إلى عائشة الحرة) هو نهر في مقاطعة مالقة في إسبانيا.